# 枝川 (江東区)
枝川（えだがわ）は、東京都江東区の地名。現行行政地名は枝川一丁目から枝川三丁目。住居表示実施済区域。

## 地理
江東区の南部に位置し、深川地域に属する。北を汐見運河、南を東雲北運河、西を豊洲運河に挟まれた埋立地に当たる。北は江東区塩浜（旧塩崎町・浜園町）で、南は辰巳・潮見である。高層住宅を中心とした住宅地であるが、埋立地であった経緯から倉庫・工場も残る。町内を南北に三ツ目通りが貫き、その上を首都高速9号深川線が通る。

## 歴史

### 埋立地として出現
枝川改修工事が1910年（明治43年）から1923年（大正12年）にかけて行われ、下記の埋立地が造成された（表記後ろの町名は現在の地名）。
- 1号埋立地：江東区塩浜2丁目（塩崎）
- 2号埋立地：江東区塩浜1丁目（浜園）
- 3号埋立地：江東区古石場3丁目1番
- 4号埋立地：江東区枝川2丁目
- 5号埋立地：江東区枝川1丁目
- 6号埋立地：江東区豊洲4丁目
- 7号埋立地：江東区豊洲3丁目
- 8号埋立地：江東区潮見1～2丁目

このうち埋立4号地・5号地は1914年（大正4年）から造成が始まり、1928年（昭和3年）4月に完成し、深川区に編入され、運河が枝状に縦横に走る様から枝川町の町名が付された。

### 朝鮮部落の形成
1910年の朝鮮併合以降、大量の朝鮮人が日本へ渡航して各地に集住地域が形成されたが、関東では震災の影響で形成が遅かった。東京近辺ではバラックなどに住む日本人貧民と混在して三河島・千住・鶴見潮田・横浜宮川町などに形成されたが、東京オリンピック開催が決まり（その後の戦争開始により中止）、外国人にみっともない姿を見られるのは具合が悪いというので、一ヵ所にまとめて住ませることになり、隣接地域の塩崎町とともに、まだ当時不衛生なごみの埋立地だった当地へ移住させ、治安上の理由から皇民化や創氏改名が行われたという。戦後は当用として都立第二朝鮮人小学校（現在の東京朝鮮第二初級学校）やキリスト教会も建てられた。
|                                  |  |  |
| 『アサヒグラフ』 1953年8月19日号 |  |  |

### 現在
戦後、北の洲崎（現在の東陽辺り）には大きな遊廓起源の歓楽街が復興しており、売春防止法が制定（1958年）される頃までは運河を隔てたこの地にも流れ者が入って治安が悪かった。1949年には枝川事件が発生している。
その後、海運業の倉庫が林立し、特に枝川1丁目の南部は周辺への道路が架橋されず閑散としていたが、東の越中島・塩浜、南の潮見・辰巳などへの東京都による公営住宅の建設が進んだ。
1970年3月17日、1丁目の化学会社の作業場から火災が発生。アパートなど3棟11世帯が焼け出された。
1980年には町内2丁目と3丁目境を南北に首都高速9号深川線が通され、1988年には南東側の豊洲と辰巳に有楽町線が通ったことから交通量と周辺の人口が急増し、枝川内のコリアンタウンは一部を除き急激に縮小している。

## 世帯数と人口
2023年（令和5年）1月1日現在（東京都発表）の世帯数と人口は以下の通りである。
| 丁目       | 世帯数    | 人口    |
| ---------- | --------- | ------- |
| 枝川一丁目 | 2,464世帯 | 4,710人 |
| 枝川二丁目 | 1,121世帯 | 2,304人 |
| 枝川三丁目 | 1,294世帯 | 2,511人 |
| 計         | 4,879世帯 | 9,525人 |

### 人口の変遷
国勢調査による人口の推移。
| 年                 | 人口  |
| ------------------ | ----- |
| 1995年（平成7年）  | 6,651 |
| 2000年（平成12年） | 6,846 |
| 2005年（平成17年） | 8,961 |
| 2010年（平成22年） | 9,090 |
| 2015年（平成27年） | 9,934 |
| 2020年（令和2年）  | 9,741 |

### 世帯数の変遷
国勢調査による世帯数の推移。
| 年                 | 世帯数 |
| ------------------ | ------ |
| 1995年（平成7年）  | 2,447  |
| 2000年（平成12年） | 2,674  |
| 2005年（平成17年） | 3,570  |
| 2010年（平成22年） | 3,873  |
| 2015年（平成27年） | 4,613  |
| 2020年（令和2年）  | 4,636  |

## 学区
区立小・中学校に通う場合、学区は以下の通りとなる（2023年4月時点）。
| 丁目       | 番地     | 小学校             | 中学校                 |
| ---------- | -------- | ------------------ | ---------------------- |
| 枝川一丁目 | 14番20号 | 江東区立枝川小学校 | 江東区立深川第五中学校 |
| 枝川一丁目 | その他   | 江東区立豊洲小学校 | 江東区立深川第五中学校 |
| 枝川二丁目 | 全域     | 江東区立枝川小学校 | 江東区立深川第八中学校 |
| 枝川三丁目 | 全域     | 江東区立枝川小学校 | 江東区立深川第八中学校 |

## 交通
枝川への最寄り駅は東京メトロ有楽町線とゆりかもめの豊洲駅および京葉線の潮見駅である。なお、2030年代半ばまでに有楽町線の延伸が計画されており、その際に枝川の町域内に新駅が設置される予定となっている。
路線バス
枝川、枝川一丁目、枝川二丁目、枝川三丁目、八枝橋停留所より都営バスが越中島通り方面と三ツ目通り方面へ運行されている。すべて深川営業所の所管である。
- 海01系統：越中島経由 門前仲町行／豊洲駅・台場駅経由 東京テレポート駅行
- 業10系統：木場駅・菊川駅経由 とうきょうスカイツリー駅行／豊洲駅・銀座四丁目経由 新橋行
- 錦13甲系統：豊洲駅経由 晴海埠頭行／東陽三丁目・住吉一丁目経由 錦糸町駅行
- 錦13乙系統：辰巳駅経由 深川車庫行／東陽三丁目・住吉一丁目経由 錦糸町駅行
- 錦13系統折返：東陽町駅前行／豊洲駅経由 昭和大学江東豊洲病院前
- コミュニティバス「しおかぜ」：潮見駅・木場駅循環

道路
- 東京都道319号環状三号線（三ツ目通り）
- 越中島通り
- 首都高速9号深川線枝川出口

## 事業所
2021年（令和3年）現在の経済センサス調査による事業所数と従業員数は以下の通りである。
| 丁目       | 事業所数  | 従業員数 |
| ---------- | --------- | -------- |
| 枝川一丁目 | 72事業所  | 1,367人  |
| 枝川二丁目 | 90事業所  | 1,578人  |
| 計         | 162事業所 | 2,945人  |

### 事業者数の変遷
経済センサスによる事業所数の推移。
| 年                 | 事業者数 |
| ------------------ | -------- |
| 2016年（平成28年） | 160      |
| 2021年（令和3年）  | 162      |

### 従業員数の変遷
経済センサスによる従業員数の推移。
| 年                 | 従業員数 |
| ------------------ | -------- |
| 2016年（平成28年） | 3,437    |
| 2021年（令和3年）  | 2,945    |

## 施設
- イオン銀行 本社
- 東京朝鮮第二初級学校
- 江東区立枝川小学校
- 江東区立枝川幼稚園
- カトーレック本社
- 産経新聞印刷江東センター
- 江東児童相談所

## その他

### 日本郵便
- 郵便番号 : 135-0051[3]（集配局 : 深川郵便局[22]）。